# Leucrocuta petersi
Leucrocuta petersi is een haft uit de familie Heptageniidae. De wetenschappelijke naam van de soort is voor het eerst geldig gepubliceerd in 1966 door Allen.
De soort komt voor in het Nearctisch gebied.